# Бедрійка
Бедрійка — річка в Україні, у Коростенському районі Житомирської області, ліва притока Ужа (басейн Прип'яті).

## Опис
Довжина річки приблизно 9 км.

## Розташування
Бере початок на південній околиці села Михайлівки. Тече на південний схід у межах сіл Затишка та Гулянки. На околиці села Ушиця впадає в річку Уж, притоку Прип'яті.